# サダソウ属
サダソウ属（サダソウぞく、佐田草属、学名: Peperomia）とは、コショウ科の属の1つであり、属名をカナ読みしてペペロミア属ともよばれる。コショウ属（Piper）と近縁であり、Peperomia とは「コショウに似た」という意味である。多くは常緑の多年草であり、着生植物となるものも多い。葉はしばしば多肉質で互生、対生または輪生する（図1）。花は非常に小さく両性、花被を欠き、地味な細長い穂状花序が直立する。
1,600種ほどが知られる大きな属であり、世界中の熱帯から亜熱帯域を中心に分布しているが、特に中南米に多い。日本にはサダソウとシマゴショウの2種が自生し、ウスバスナゴショウが帰化している。観葉植物として栽培される種が多く、「ペペロミア」と総称される。

## 特徴
ふつう常緑多年性ときに一年性の草本であり、直立するものから匍匐するものまであり、着生植物となるものも多い（下図2, 3）。植物体はしばしば多肉質であり、またときに腺点をもつ。茎の維管束は散在する。葉は互生、対生または輪生する。単葉で全縁、葉脈は掌状、葉柄をもち、ときに盾状（葉柄が裏面につく）、托葉を欠く。
非常に小さな花が密について細長い穂状花序を形成する（上図2b, c, 下図3a, b）。花序はふつう直立し、頂生または腋生、まれに葉に対生する。ときに花序が束生する（下図3a）。例外的に、Peperomia fraseri は分枝した総状の白く目立つ花序を形成する（下図3c）。花はふつう両性、花被を欠き、小苞はしばしば円形で盾状、無柄でしばしば花序軸に埋没している。雄しべは2個、花糸は短く、雌しべの子房基部につく。雌しべは1個、子房は1室、基底胎座にふつう1個の直生胚珠がつく。
果実は小さな球形の核果であるがやや乾燥しており、中果皮は薄い。ほぼ球形の種子を1個含む。果実が粘液や突起で動物に付着することで種子散布される。

## 分布

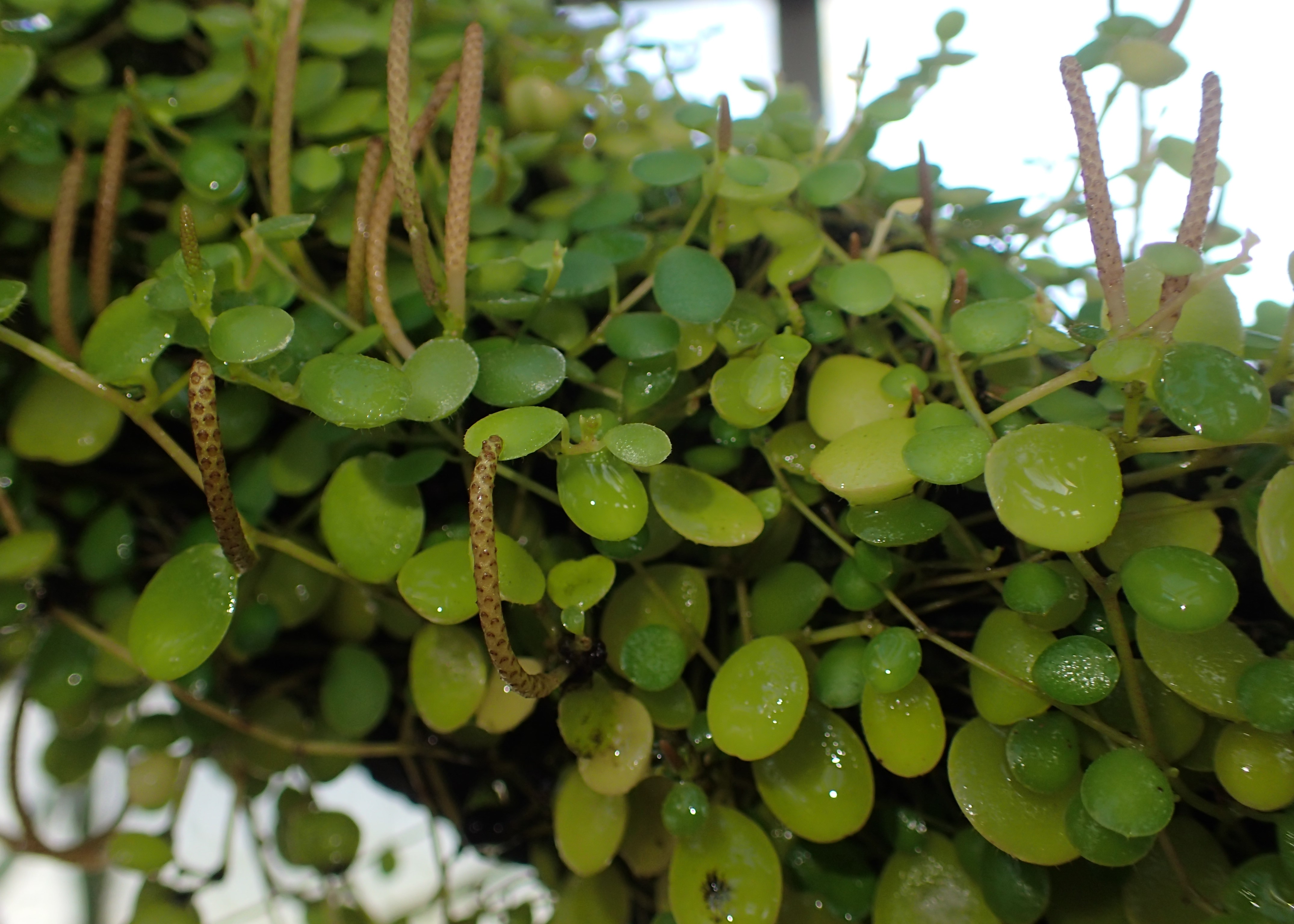
4. 樹木に着生した

世界中の熱帯から亜熱帯域を中心に、北米南部から南米、アフリカ、マダガスカル、アラビア半島、南アジアから東アジア、東南アジアからオーストラリア北部に分布する。特に中南米で多様性が高く、着生植物として生態的に重要な構成要素である（図4）。
日本では、四国・九州から沖縄にサダソウ、小笠原諸島にシマゴショウがそれぞれ自生している。

## 人間との関わり
多くの種が観葉植物として利用され、「ペペロミア」と総称される（下図5a）。斑入りなどさまざまな品種も作出されている（下図5b, c）。株分け、挿し芽、葉挿しによって増やす。葉緑体の無い細胞からは栄養繁殖ができないため、斑入りの品種は葉挿しにすると斑が消えてしまう。耐寒性が低いため、日本ではふつう室内で育てる。腐植質で水はけのよい土を用いる。比較的乾燥に強いが、過湿に弱い。一般的に、強すぎる光も弱すぎる光も好まない。病虫害としては、細菌病、疫病、ハダニ、カイガラムシによるものがある。
ペペロミアの花言葉とは、「艷やか」や「可愛らしさ」、「片思い」。
ウスバスナゴショウ（Peperomia pellucida）（上図5d）は南米原産であるが東南アジアなどで野生化しており、ベトナムなどでは香辛料として茎を生食する。また一部の種は、皮膚病やぜんそく、腫瘍に対する生薬として利用される。

## 主な種
- サダソウ（サタソウ）（Peperomia japonica Makino, 1901） … 四国、九州、南西諸島、台湾に分布[6]。
  - オキナワスナゴショウ（ケナシサダソウ）（Peperomia japonica var. okinawensis (T.Yamaz.) Y.H.Kobay. & M.N.Tamura, 2019; Peperomia japonica f. glabra Hatus., 1971） … 南西諸島（沖永良部島、沖縄島、大東諸島）に分布。独立種 (P. okinawensis T.Yamaz., 1992) とすることもある[6]。
- シマゴショウ[注 1]（Peperomia boninsimensis Makino, 1901） … 小笠原諸島（父島、母島、南硫黄島）に分布[6]。
- ウスバスナゴショウ（Peperomia pellucida (L.) Kunth, 1816） … 南アメリカ原産であるが、日本を含む世界中の熱帯から亜熱帯域に広く帰化している[6]。
- シマアオイソウ（Peperomia argyreia (Hook.f.) É.Morren, 1867） … 南アメリカ北部からブラジルに分布。ハート型の葉に銀灰色と緑色の縞模様がある。別名スイカペペロミア。
- チヂミバシマアオイソウ（Peperomia caperata Yunck., 1958） … ブラジルの熱帯雨林原産。ハート型の葉に深いひだが寄る。
- ペペロミア・オブトゥシフォリア（Peperomia obtusifolia (L.) A.Dietr., 1831） … メキシコから南アメリカ北部と西インド諸島に分布。葉は肉厚で楕円形。覆輪や絞りが入った園芸品種もある。

## ギャラリー

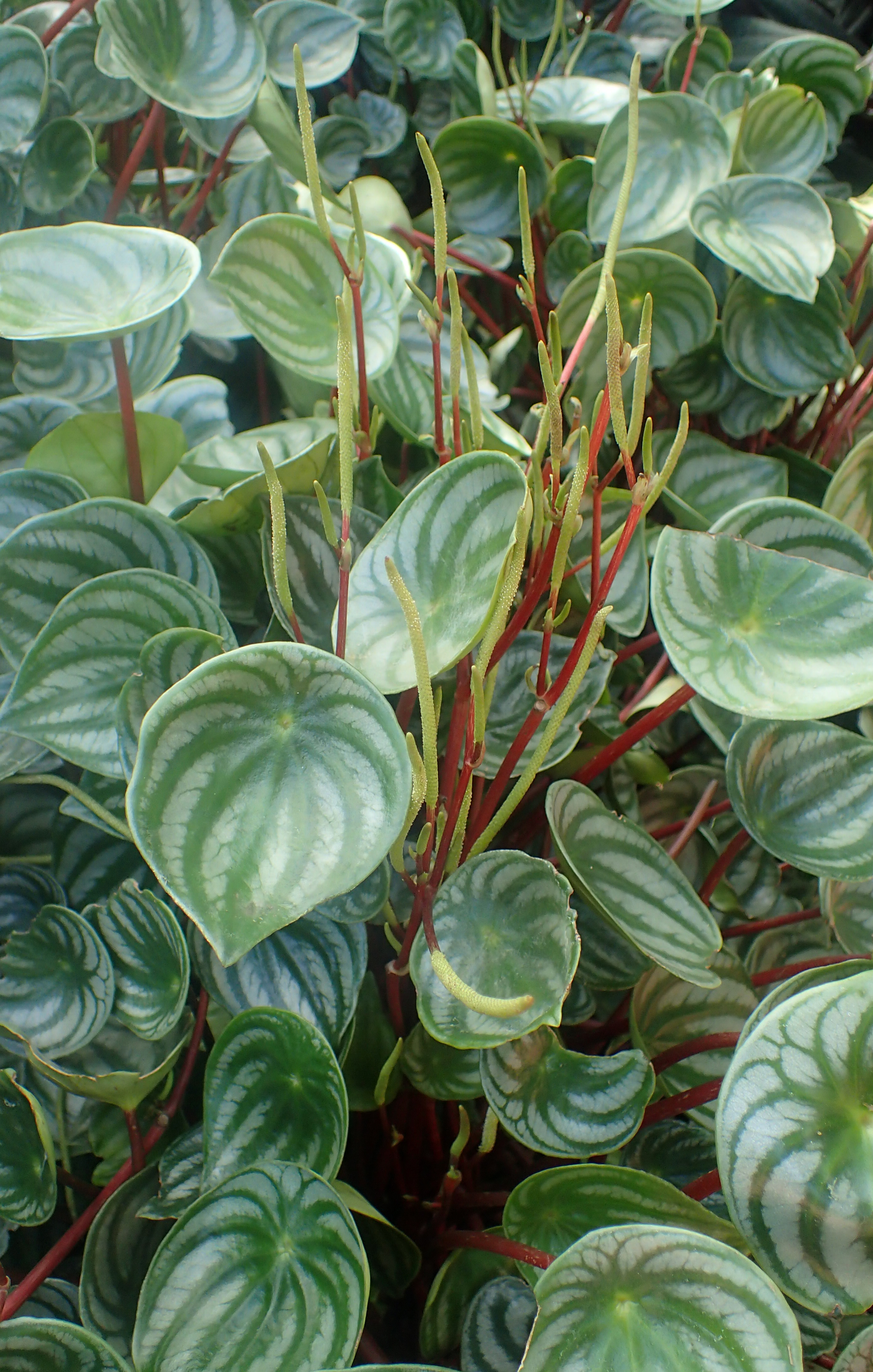
Peperomia argyreia
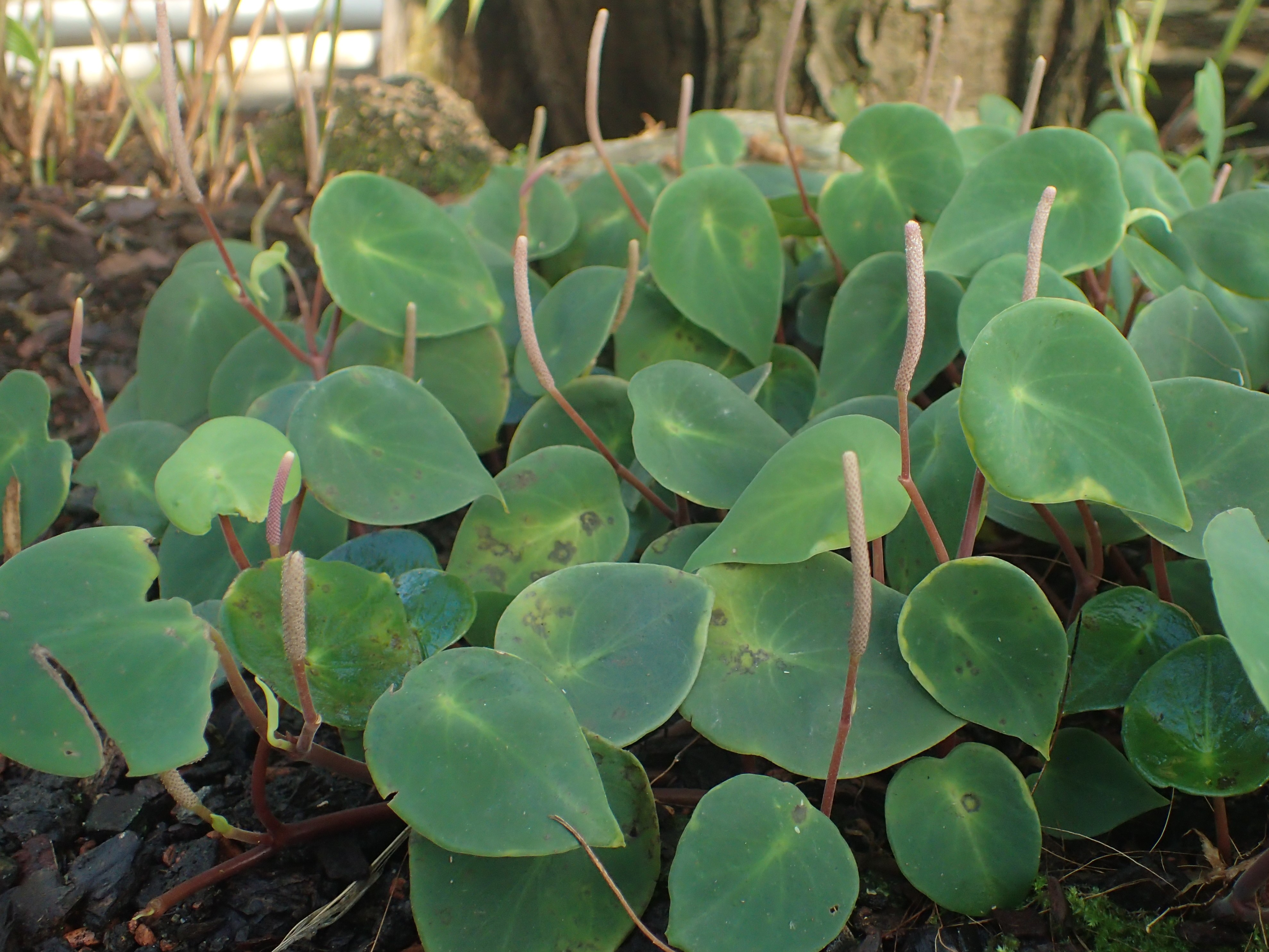
Peperomia hernandiifolia
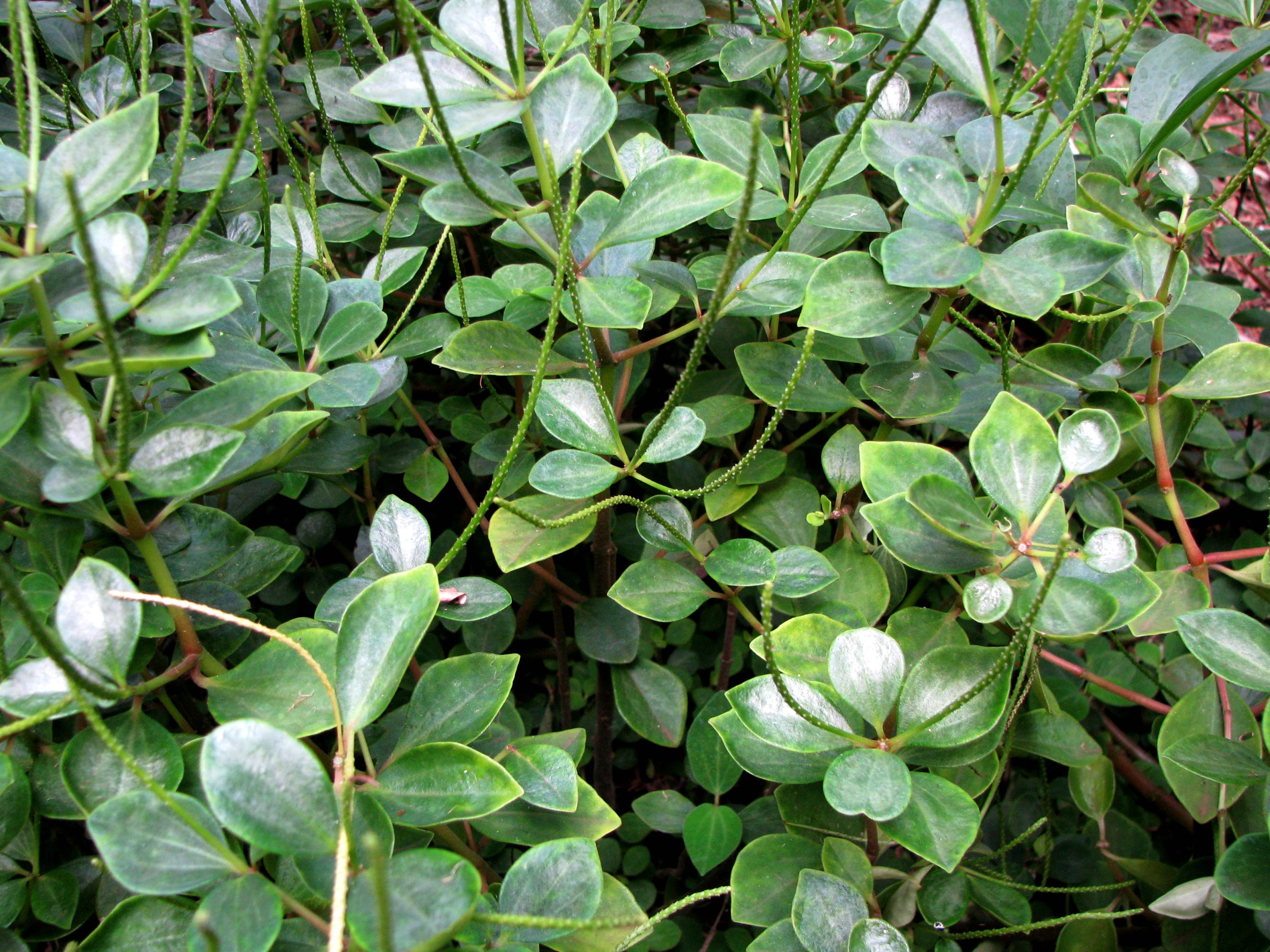
Peperomia blanda
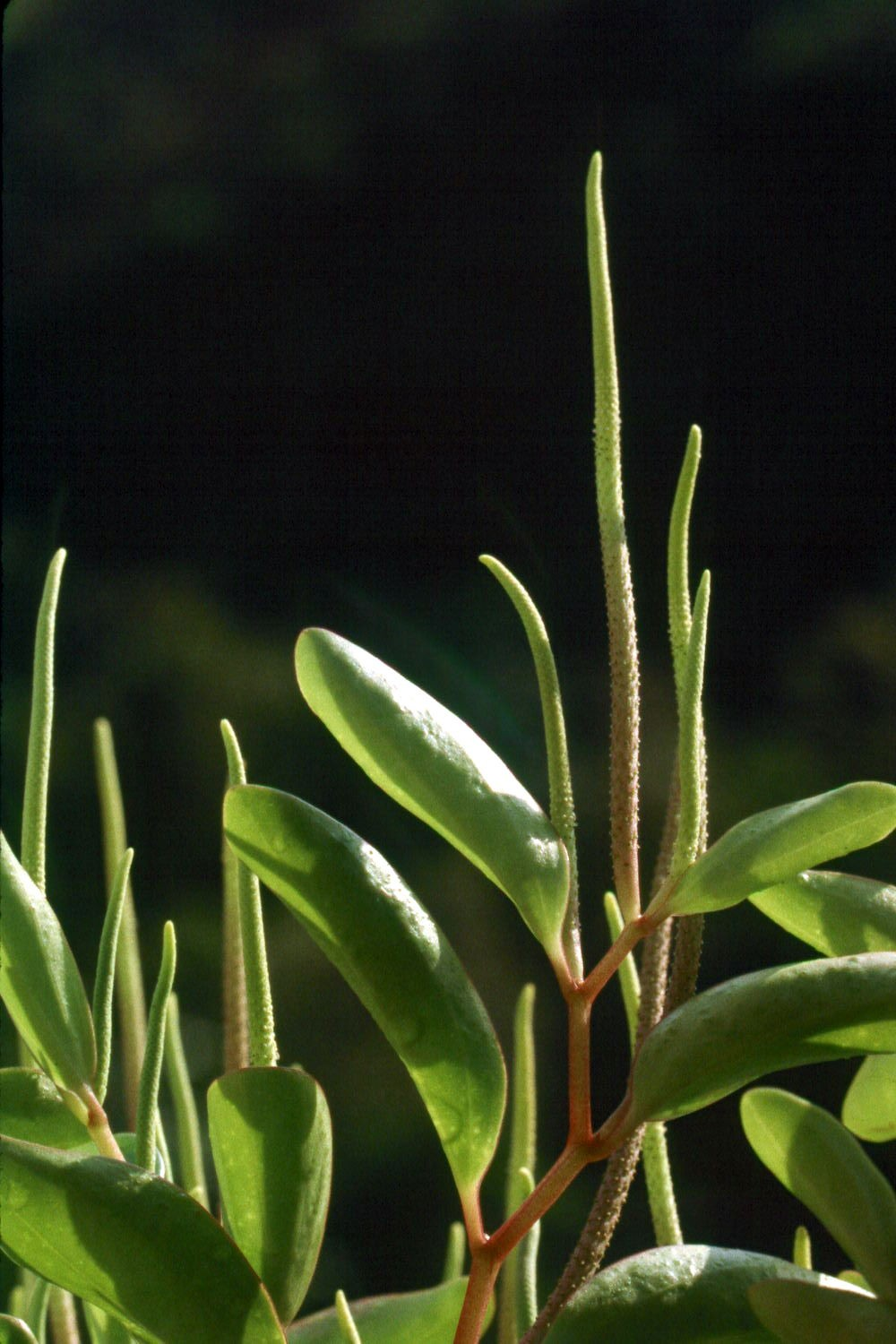
Peperomia wheeleri
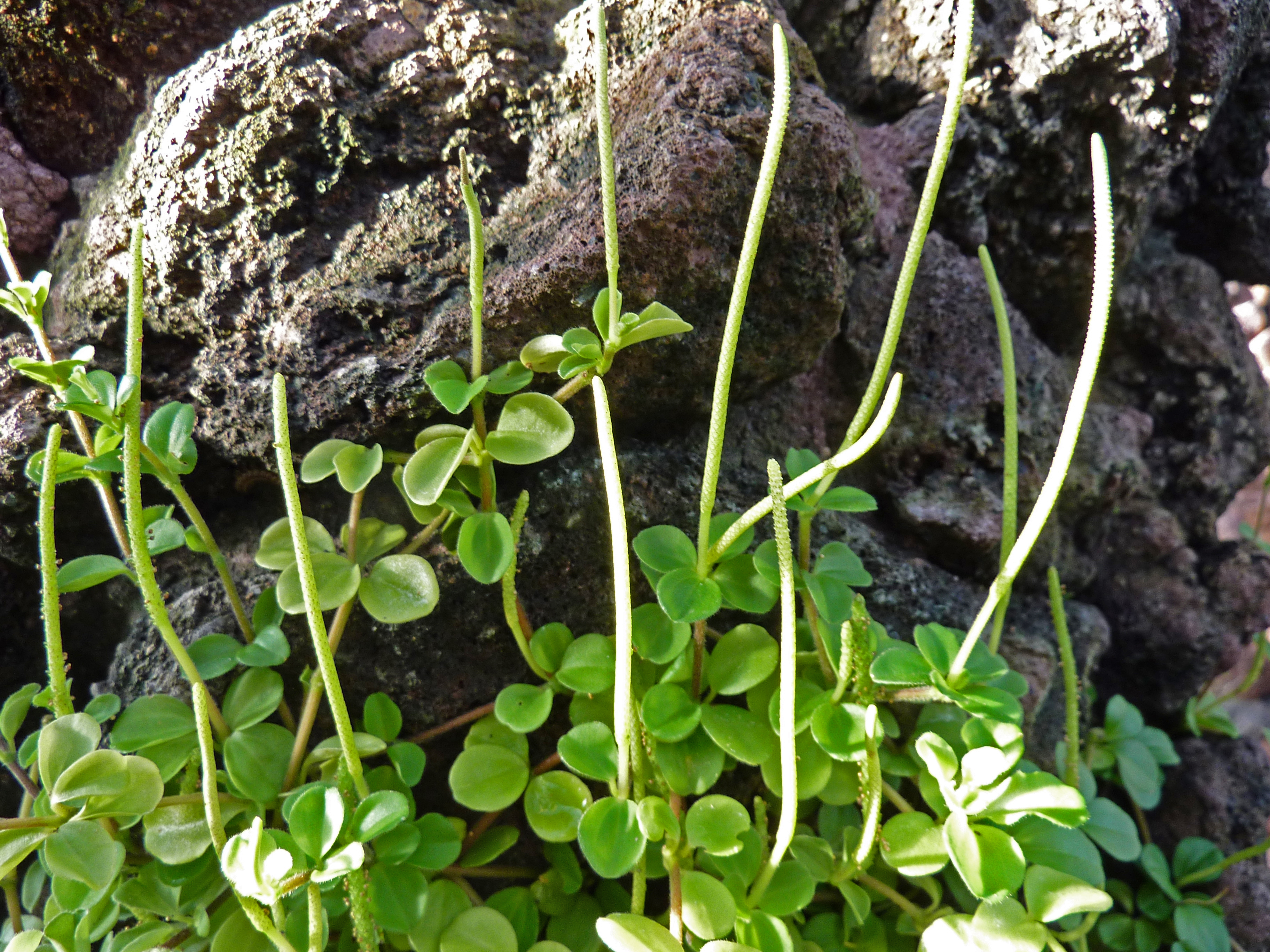
Peperomia trifolia
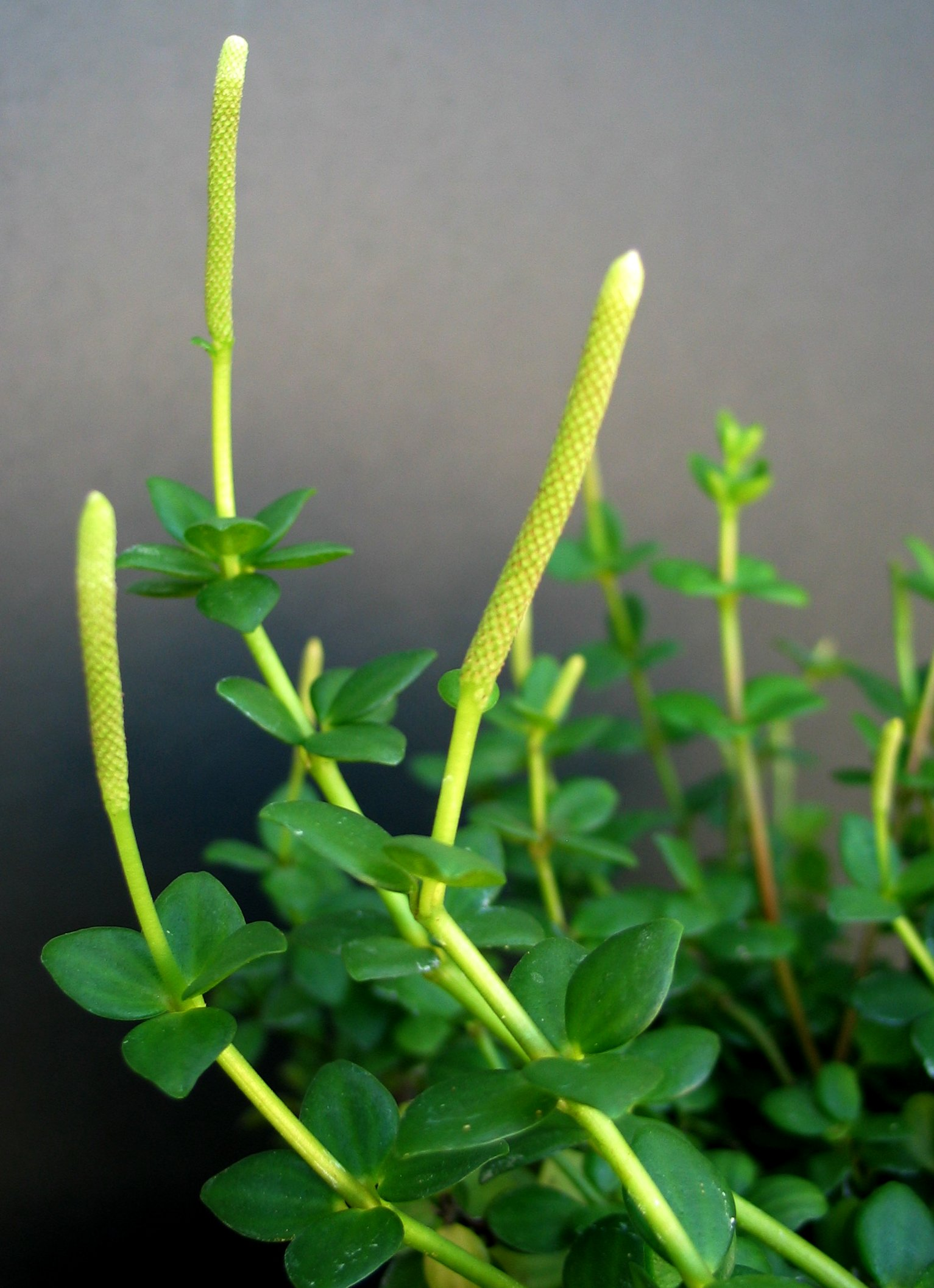
Peperomia tetraphylla
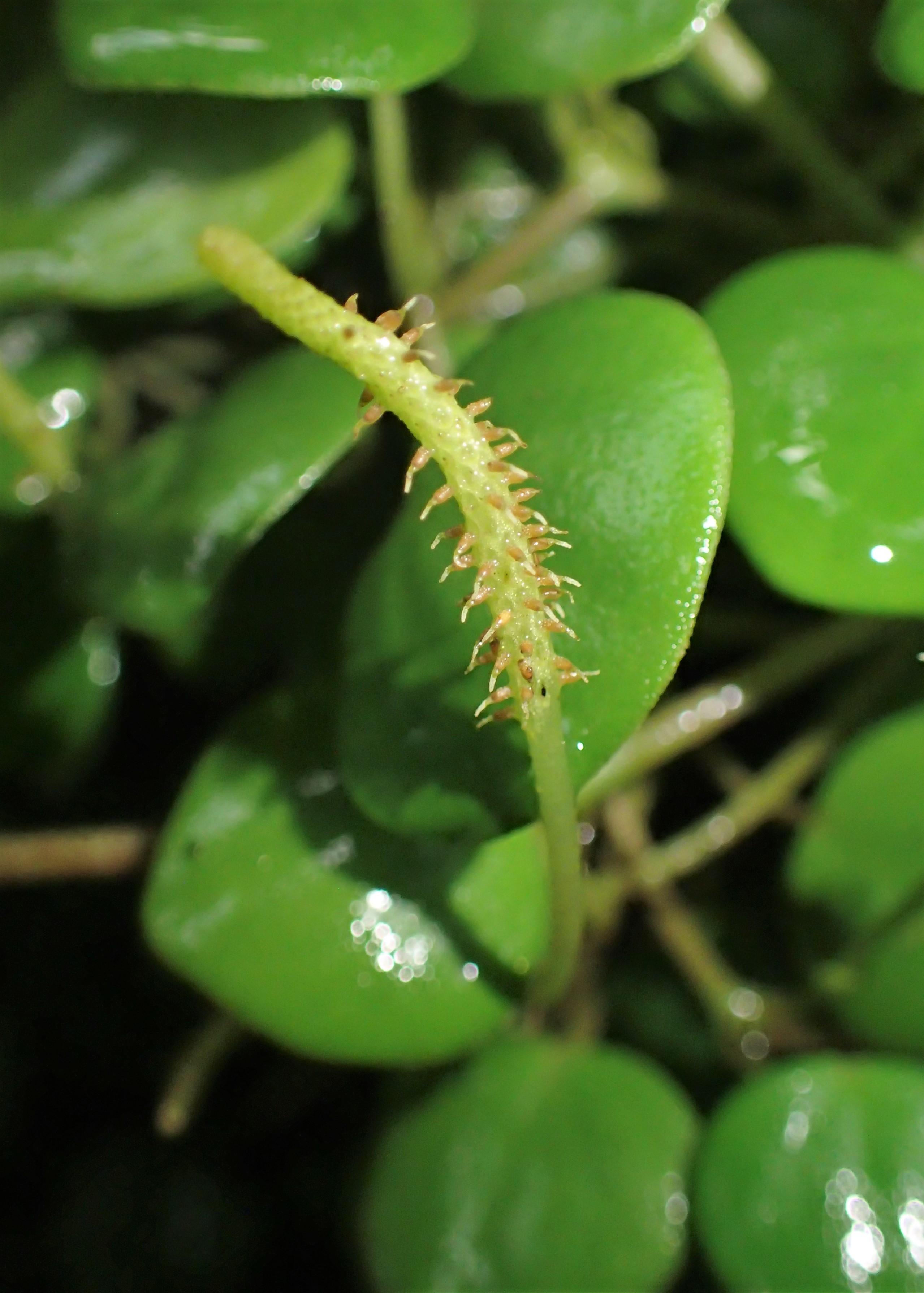
Peperomia serpens
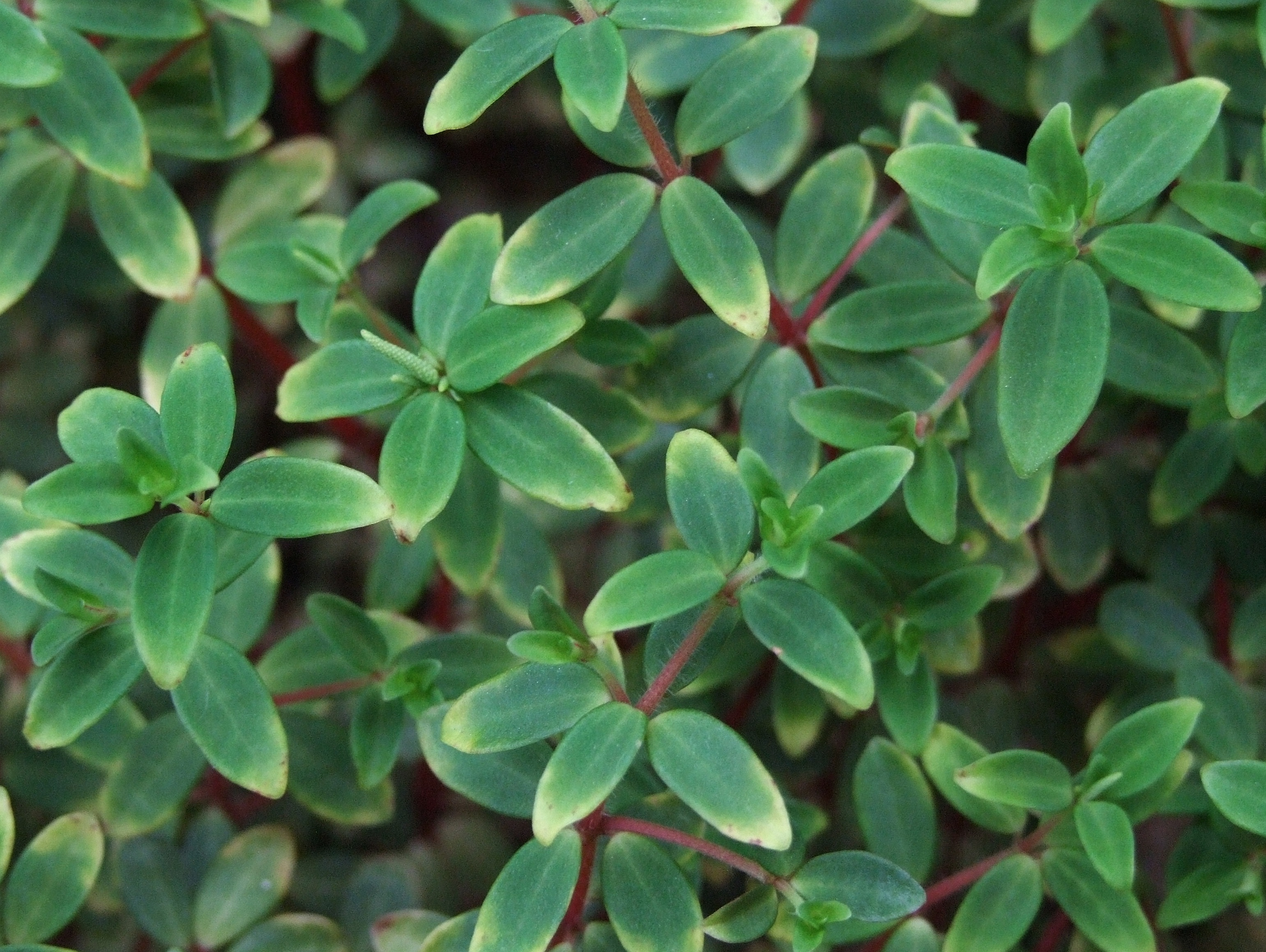
Peperomia rubella
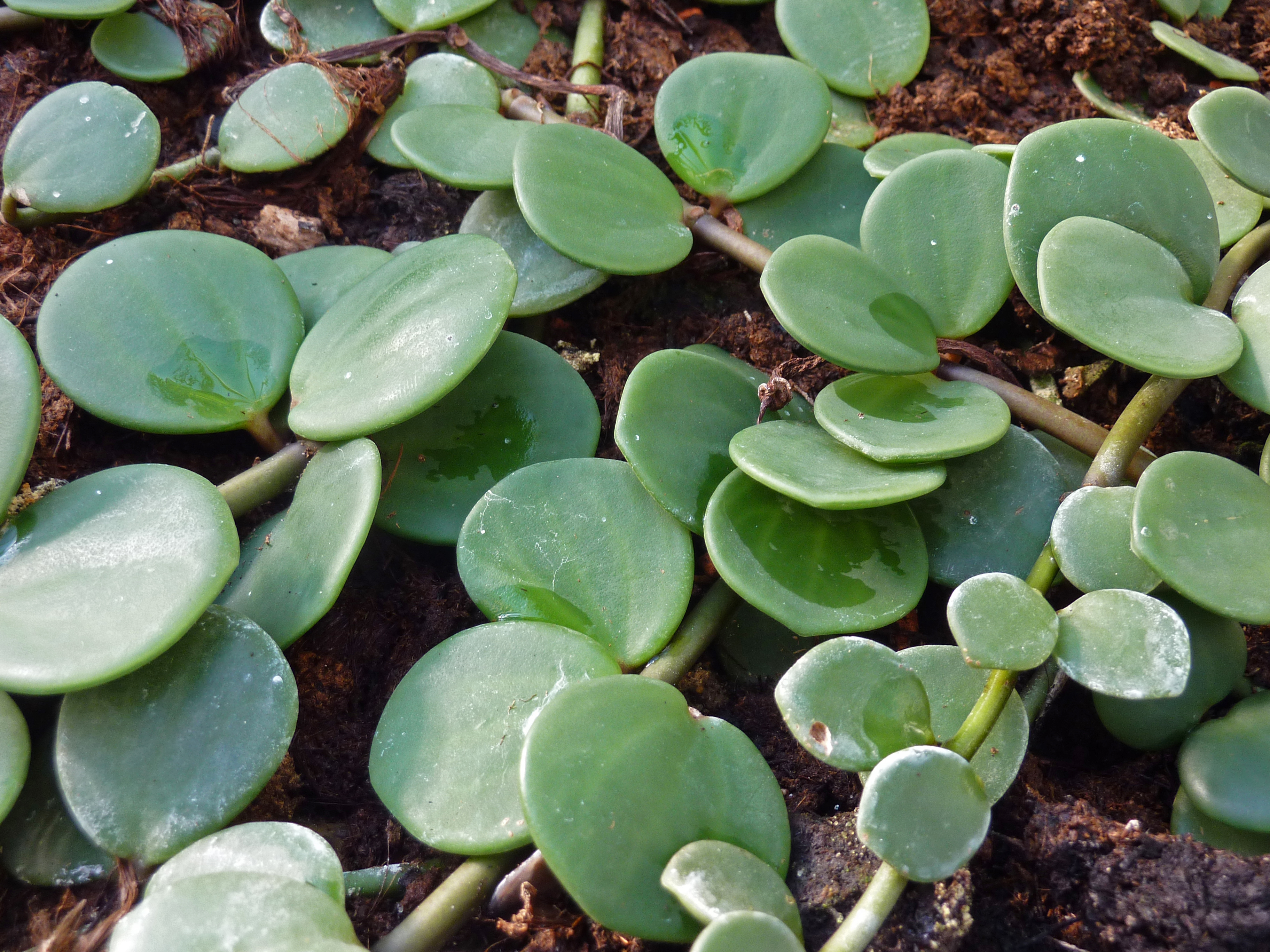
Peperomia rotundifolia
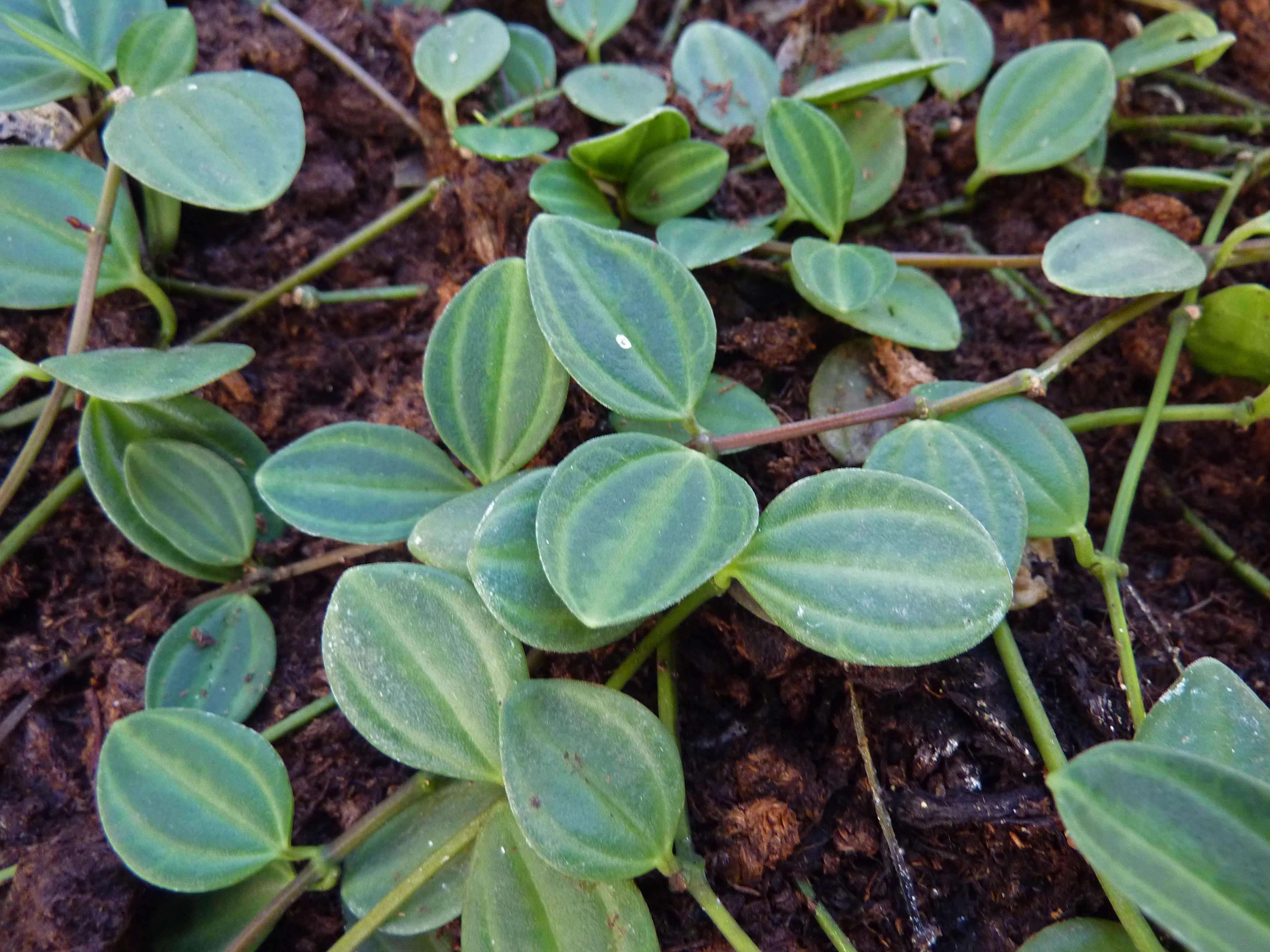
Peperomia quadrangularis
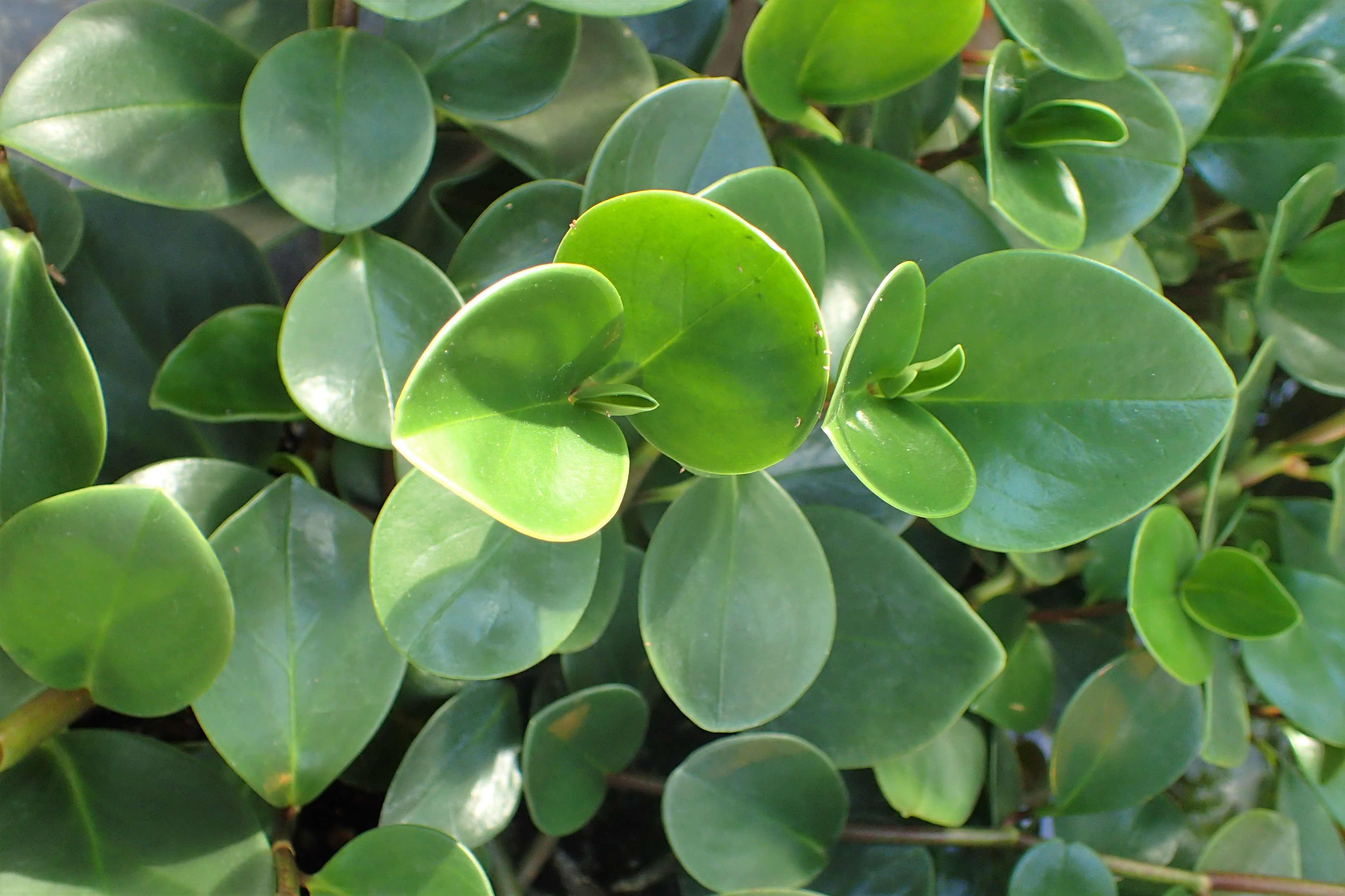
Peperomia obtusifolia
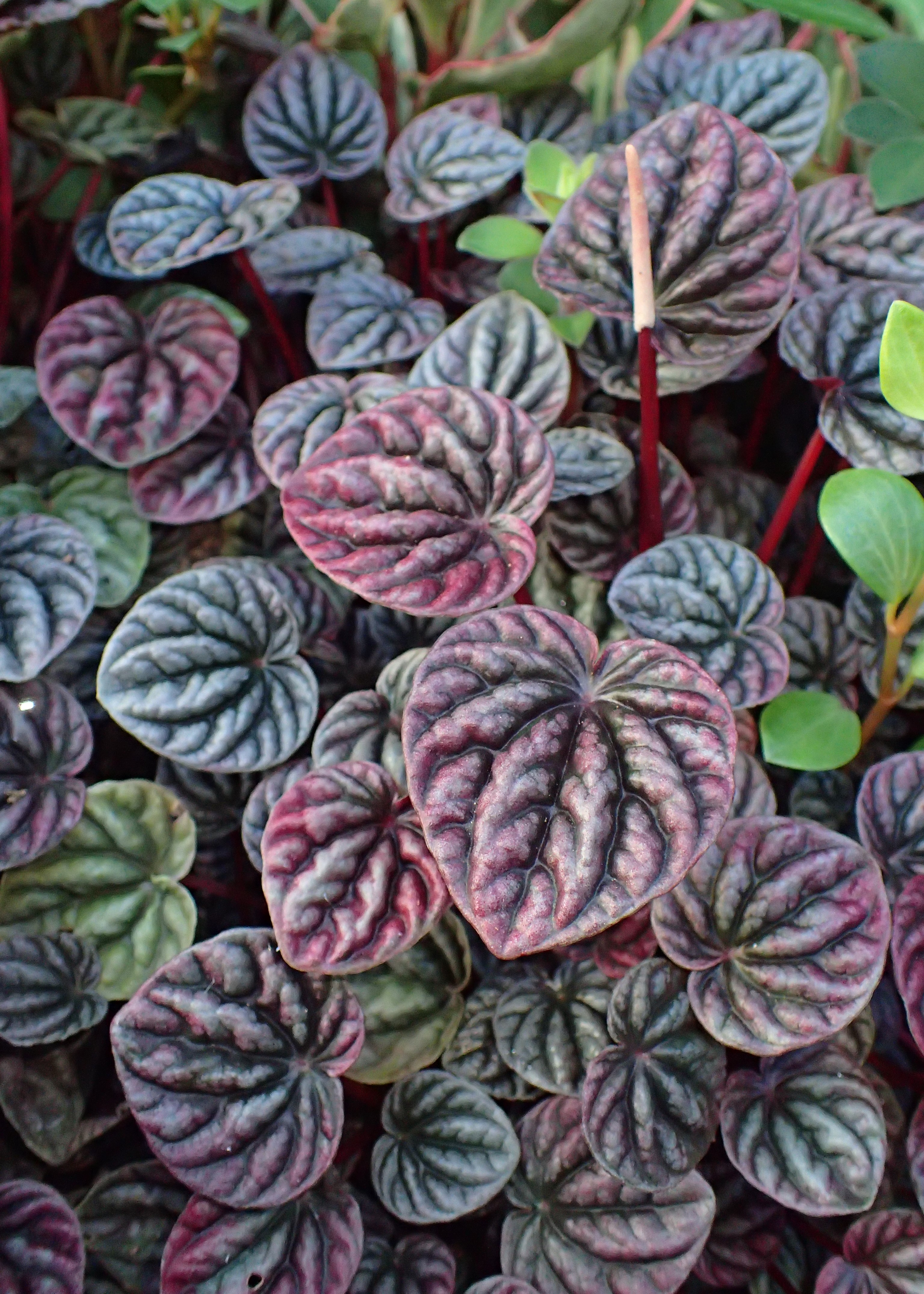
Peperomia caperata 'Red Ripple'
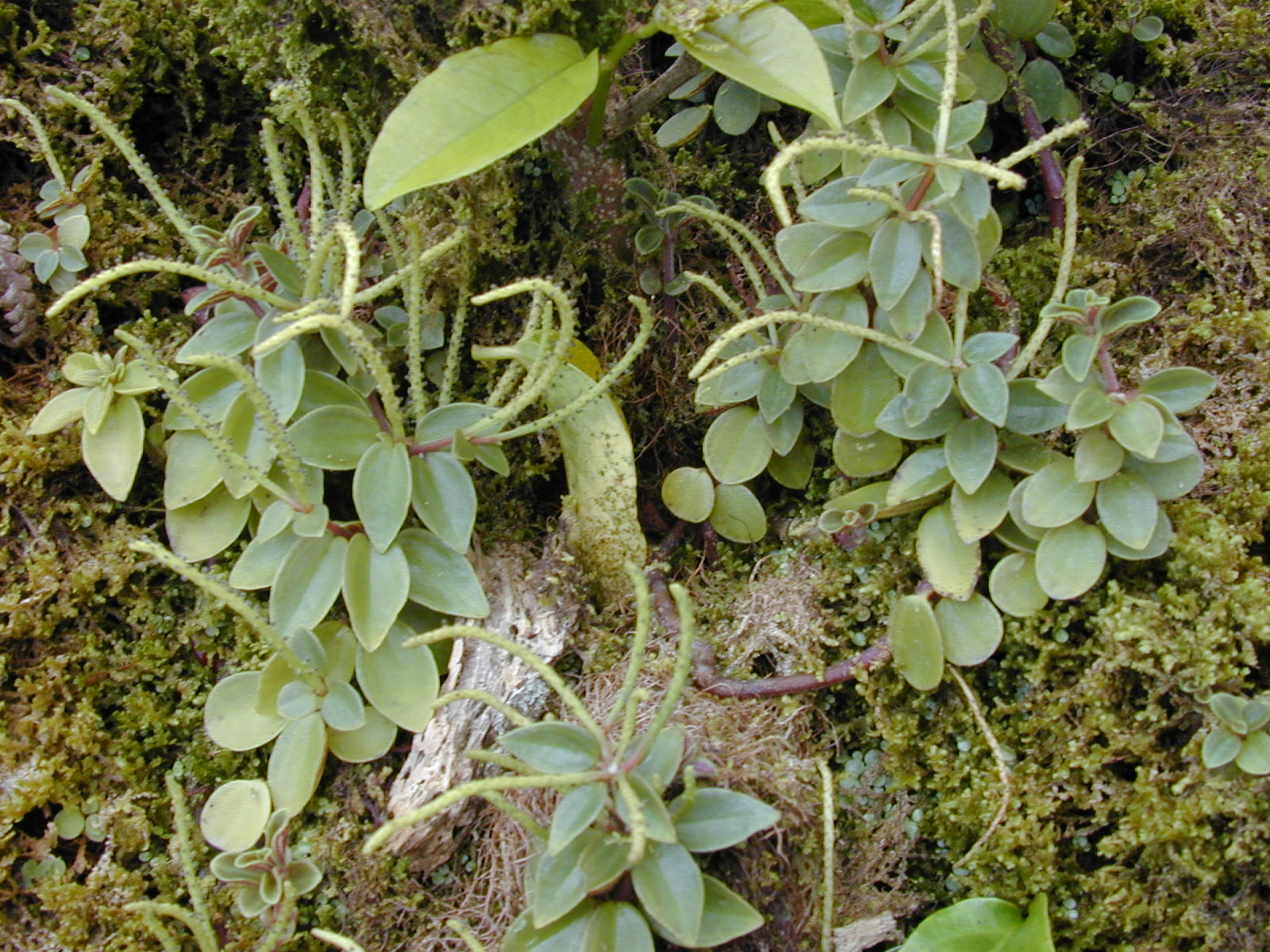
Peperomia cookiana
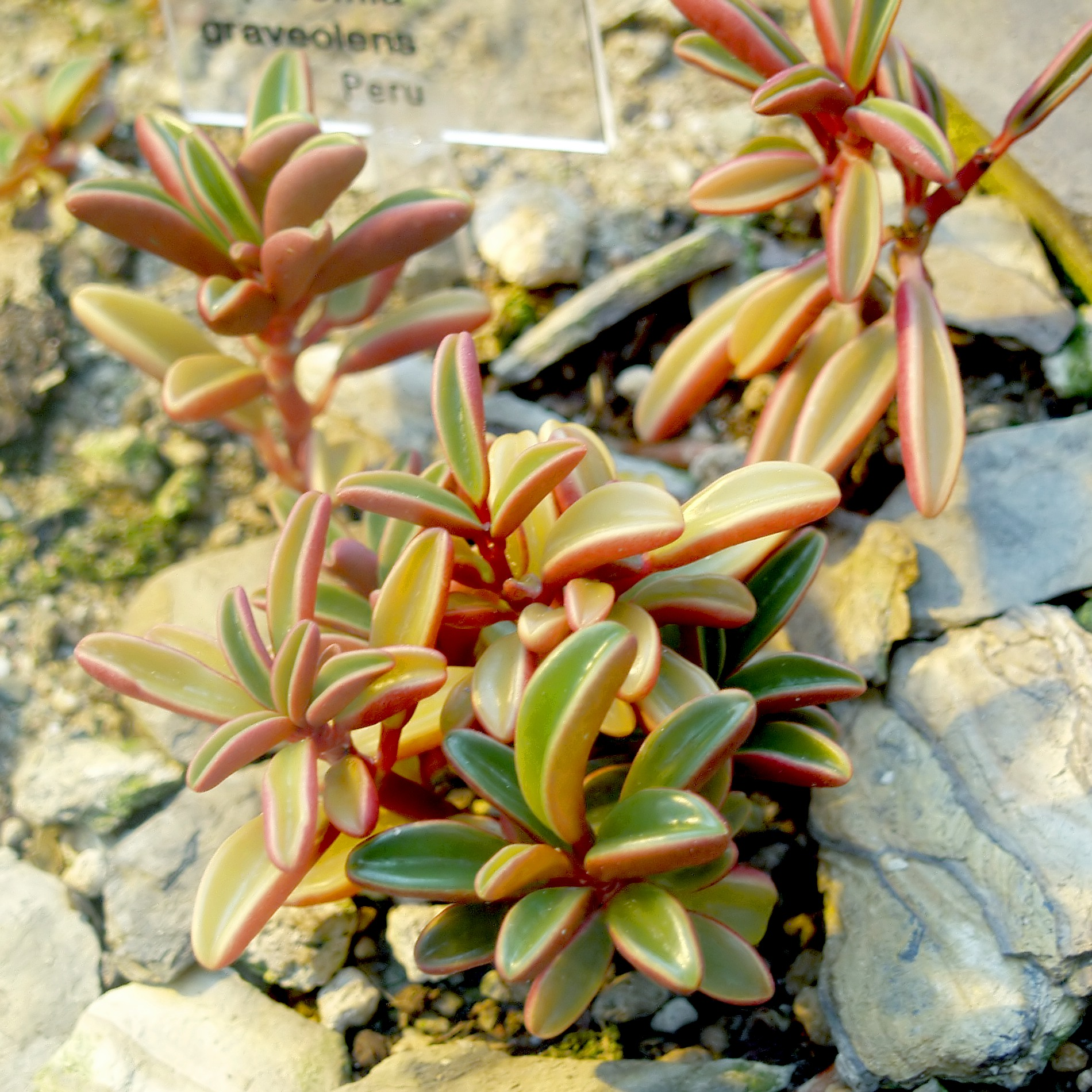
Peperomia graveolens
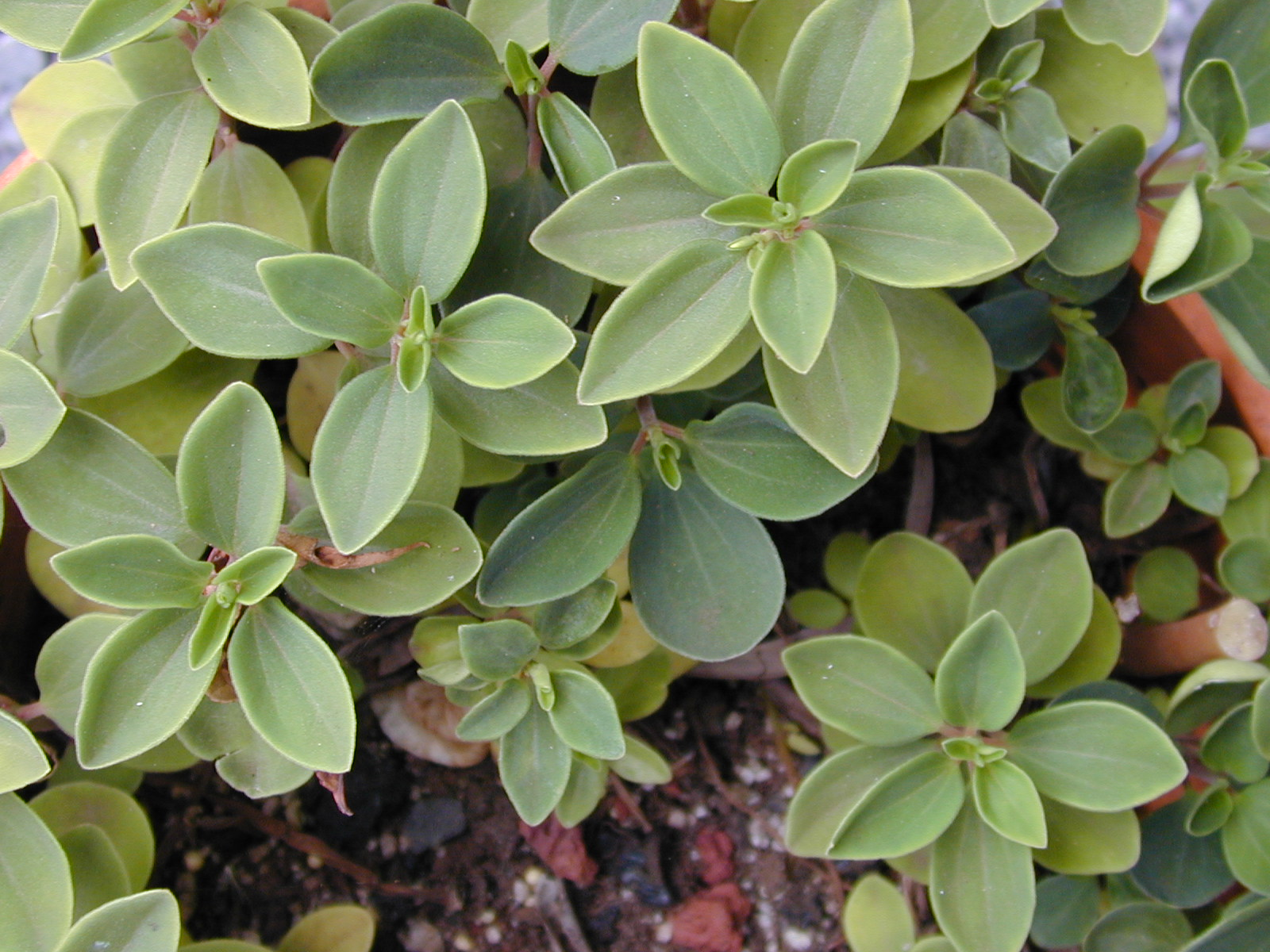
Peperomia leptostachya